# Ponte Napoleone Bonaparte
Il ponte Napoleone Bonaparte (detto anche ponte di Lodi, ponte sull'Adda) è un ponte ad archi ribassati che attraversa il fiume Adda, a Lodi. Collega i quartieri di Borgo Adda, sulla riva destra, e Revellino-Campo di Marte, a sinistra.
La sua struttura, costituita da otto archi in muratura a sostegno del piano stradale, fu realizzata nel 1864; doveva rimpiazzare l'antico ponte di legno, distrutto nel 1859.

## Storia
(Ada Negri, Ponte di Lodi, da Esilio, 1914)
Le prime testimonianze storiche di un'opera che permettesse l'attraversamento dell'Adda parlano di un ponte “del Fanzago” Torretta, che gli abitanti di Laus Pompeia usavano per recarsi verso Crema, Brescia e Bergamo, ma si trattava più propriamente di una passerella per pedoni.
Nel 1158, Federico Barbarossa permise la costruzione di un nuovo ponte a nord-est della nuova città; fu eretto dall'architetto Muzio della Gatta e divenne fonte di guadagno per i lodigiani.
Cento anni più tardi, nel 1258, fu edificato un secondo ponte a Vallicella (Borgo Adda), in corrispondenza dell'attuale via XX Settembre.

Durante la Guerra tra gli Sforza e la Repubblica di Venezia, nel 1447, i veneziani entrano vittoriosi in città attraversandolo, ma con la Pace di Lodi, l'esercito dovette lasciare la città.
Nel 1454, Francesco Sforza fece erigere un nuovo ponte, ma già nel 1473 Andrea da Foligno, ingegnere ducale, dovette procedere a lavori di riparazione; all'inizio del Cinquecento il ponte fu distrutto nuovamente, ma venne ricostruito molte volte già a partire dal 1508, come ponte di barche.

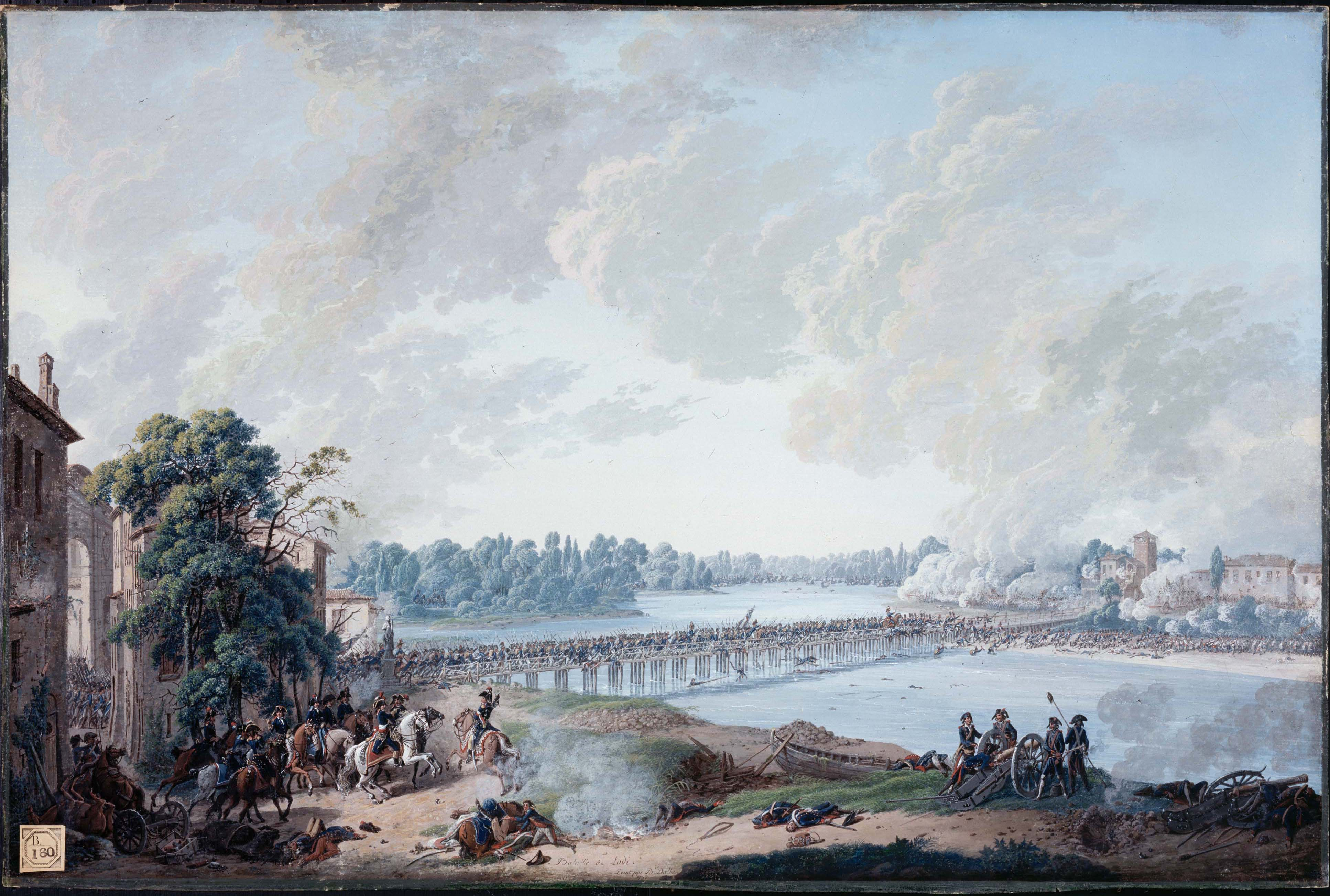
La Battaglia del ponte di Lodi del 10 maggio 1796, Louis Albert Bacler d'Albe

Nel 1649 transitò sul ponte Marianna d'Austria, figlia dell'imperatore Ferdinando III, la quale stava andando in Spagna da Vienna per sposare Filippo IV. In suo onore furono fatti festeggiamenti speciali.
Il 10 maggio 1796 Napoleone vi combatté contro l'esercito austriaco, in quella che rimase nella storia come la battaglia del ponte di Lodi. All'epoca il ponte di legno era lungo circa 200 metri e largo 8. Era formato da 57 campate, 31 delle quali poggiavano nel corso principale del fiume e altre 5 in un ramo secondario, le rimanenti poggiavano su terra.
Nel 1859 durante la seconda guerra di indipendenza, gli austriaci bruciarono il ponte che fu ricostruito in cotto, su progetto dell'architetto Gualini di Milano, nel 1864, 15 metri più a monte rispetto al precedente. Il nuovo ponte, dal 1880 al 1931, fu percorso dalle tranvie interurbane per Bergamo e Soncino.
Nel 2000 furono realizzate due passerelle ciclopedonali. Nel novembre dell'anno seguente venne inaugurato un secondo ponte, 500 metri più a sud.

## Galleria d'immagini

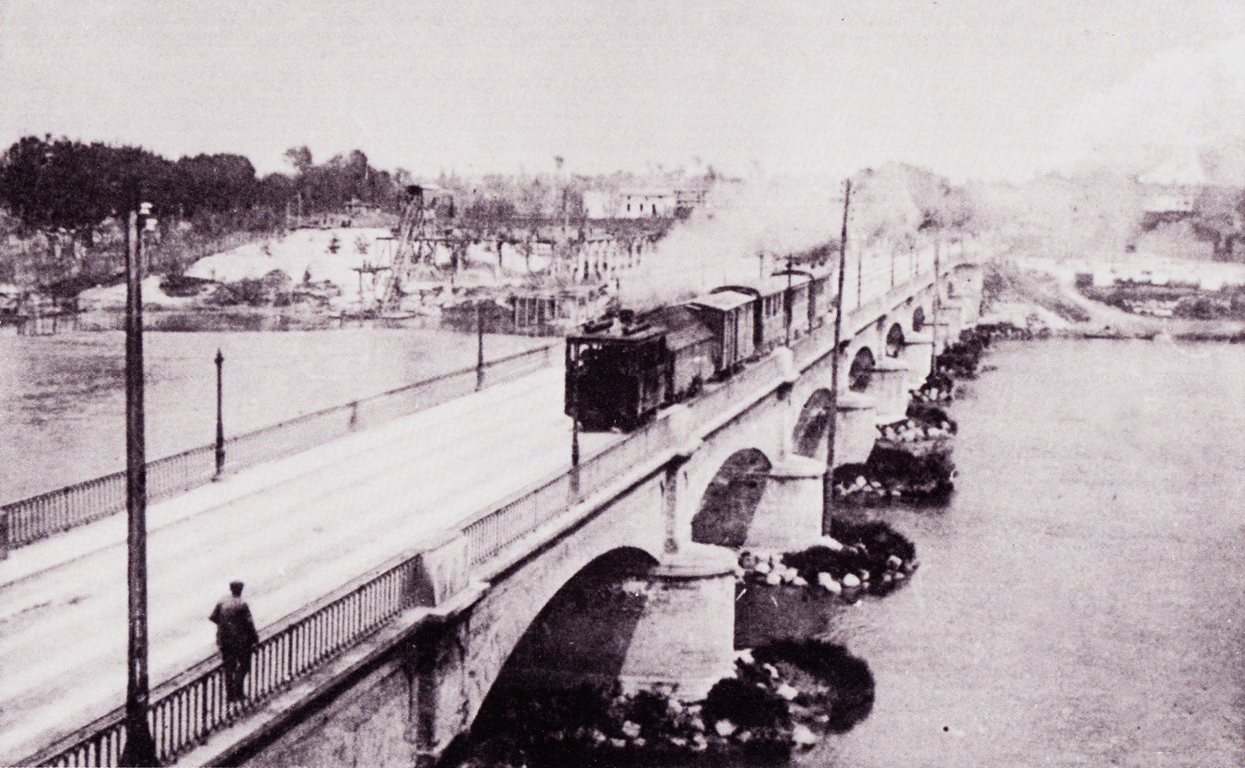
Il ponte percorso da un convoglio tranviario a vapore proveniente da Crema o da Treviglio
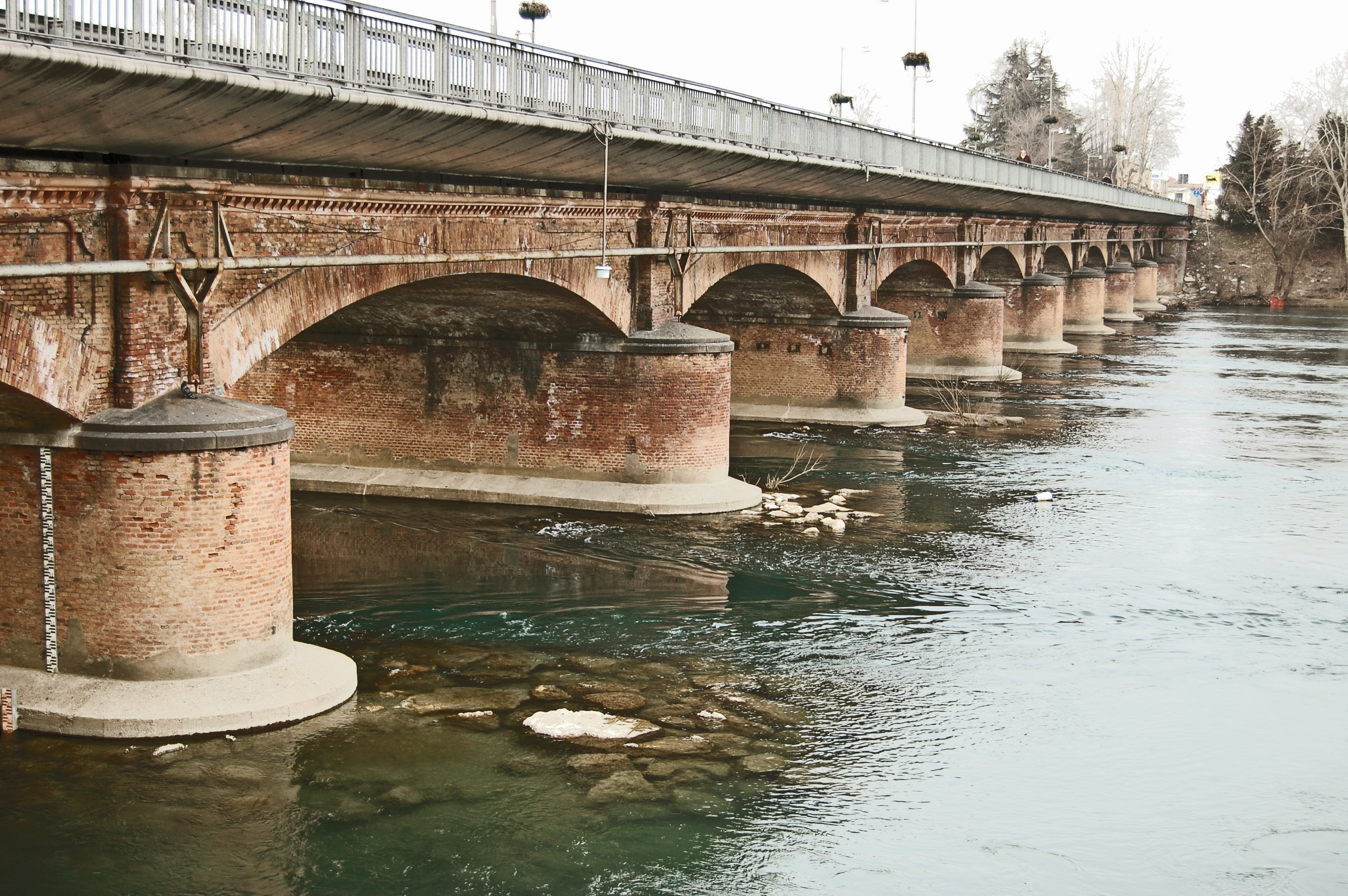
La successione degli archi del ponte
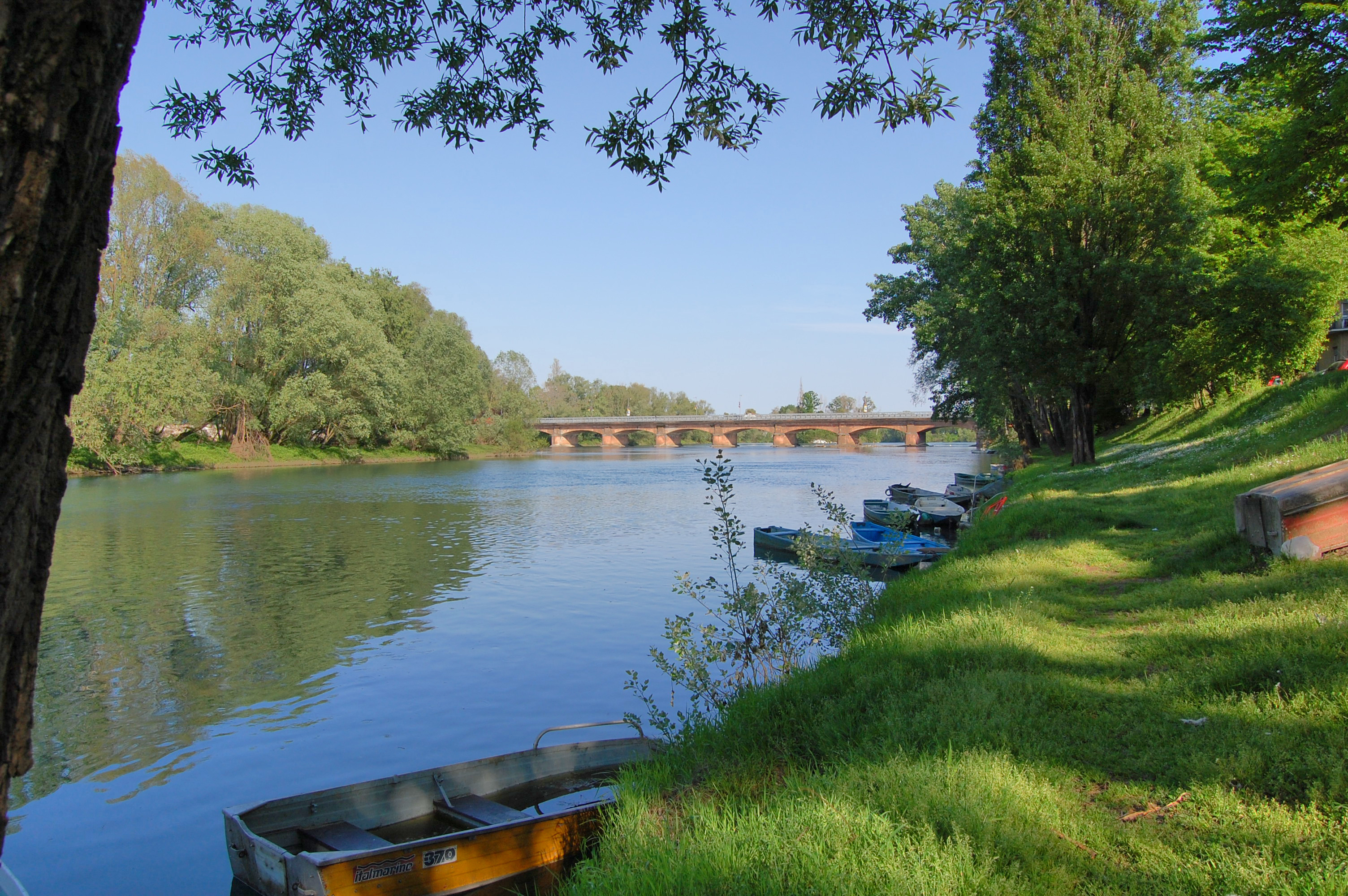
Il ponte visto dalla Piarda Ferrari
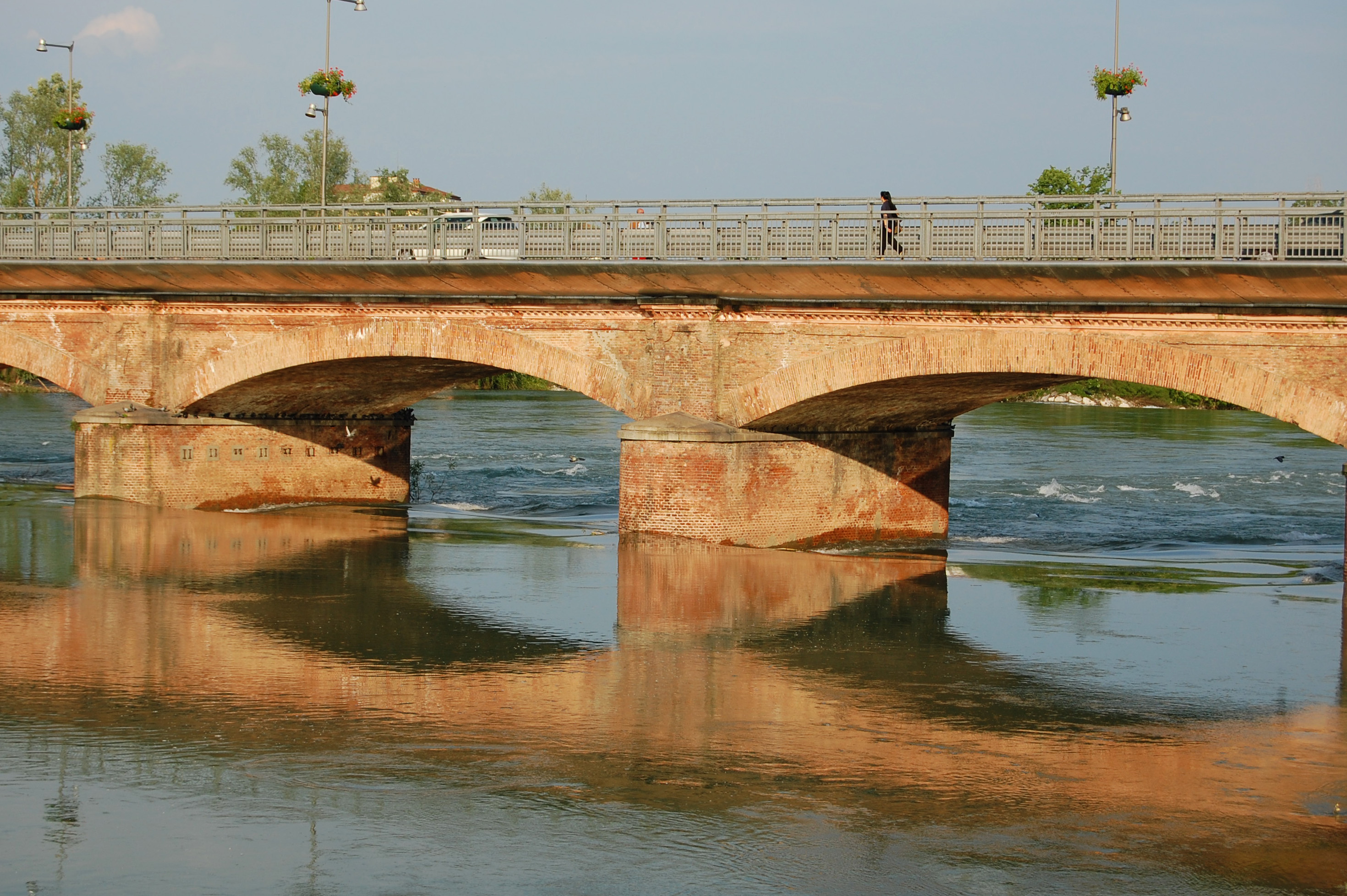
Un particolare dei piloni centrali